# Phakellia bettinae
Phakellia bettinae är en svampdjursart som beskrevs av Marcus Lehnert och van Soest 1999. Phakellia bettinae ingår i släktet Phakellia och familjen Axinellidae.
Artens utbredningsområde är havet kring Jamaica. Inga underarter finns listade i Catalogue of Life.